# Чорти (народ)
Чорти (самоназвание — ткорти, «люди кукурузного поля», «земледельцы» или виникоб, «люди») — народ группы майя в деп. Чикимула на востоке Гватемалы, и в прилегающих районах Гондураса. В Гватемале — 52 тыс. чел., в Гондурасе — 10 тыс. Язык группы чоль зап. ветви семьи майя. Религия — католицизм, сохраняются традиционные верования.

## Происхождение
Чорти считаются прямыми потомками древнего населения, создавшего город-государство Копан. Данные топонимики свидетельствуют о более широком расселении чорти до прихода испанцев, от Гондураского залива до Сальвадора, от долины р. Мотагуа до бассейна р. Улуа. Покорены испанцами в 1524 г., но неоднократно против них восставали.

## Быт и хозяйство
Занятия - ручное подсечно-огневое земледелие, охота, рыболовство, пчеловодство. Культуры: кукуруза, бобовые, тыква, табак, какао, в колониальный период освоили рис и сахарный тростник. Разводят скот и птицу.
Ремесла - гончарство, плетение, ткачество, обработка дерева. Женщины делают бытовую лепную керамику, мужчины - ритуальные курильницы и большие сосуды на продажу. В отдельных поселках существует ремесленная специализация.
Жилище - прямоугольное, однокамерное. Стены из глины, дерева или тростника. Крыша двускатная, из соломы, тростника, пальмовых листьев, черепицы. Перед фасадом устраивается открытая веранда.
Традиционная одежда: у мужчин - длинные навыпуск белые рубахи, белые брюки, соломенные шляпы; у женщин - длинные запашные юбки, белый уипиль, шаль.

## Социальная организация
Большинство живёт в маленьких селениях-альдеях или в поселках-пуэбло вместе с ладино. Гражданские лидеры общин — ладино, ритуальные — чорти. Семья в основном малая, счёт родства патрилинейный, брак патрилокальный. Иногда встречаются большие семьи, патрилиниджи, кросскузенные браки, полигиния, отработка за невесту. Примечание: альдея по-испански — деревня, пуэбло - поселок.

## Духовная культура
Сохраняется дохристианская мифология. Бог дождя имеет образ змея, бог охоты — оленя, и т.д.
Практикуются колдовство, шаманство. Театрализованные представления ставят на темы староиспанского и традиционного фольклора, мифологического эпоса "Пополь-Вух". Имеется песенный и сказочный фольклор.
Основные праздники связаны с земледельческим календарным циклом, поминанием умерших, днями католических святых. Каждая община имеет святого-патрона.